# Caryomyia sanguinolenta
Caryomyia sanguinolenta är en tvåvingeart som först beskrevs av Osten Sacken 1862.  Caryomyia sanguinolenta ingår i släktet Caryomyia och familjen gallmyggor. Inga underarter finns listade i Catalogue of Life.